# Japanische Physikalische Gesellschaft
Die Japanische Physikalische Gesellschaft (JPS; jap. 日本物理学会, Nihon butsurigakkai; engl. The Physical Society of Japan) ist eine Organisation von ca. 20.000 Physikern, von Forschern sowie Erziehern und Ingenieuren.
Die Primärzwecke der JPS sind die Veröffentlichung von Forschungsberichten ihrer Mitglieder und die Bereitstellung von Dienstleistungen für ihre Mitglieder in Bezug auf die Physik.
Die JPS wurde 1877 als die erste naturwissenschaftliche Gesellschaft in Japan gegründet.
Die JPS hat wechselseitige Vereinbarungen mit sieben Physikalischen Gesellschaften wie der Amerikanischen Physikalischen Gesellschaft, Deutschen Physikalischen Gesellschaft und Koreanischen Physikalischen Gesellschaft abgeschlossen, damit die Mitglieder einer Gesellschaft von den Tätigkeiten der anderen Gesellschaften profitieren können.